# Ridin' the Outlaw Trail
Ridin' the Outlaw Trail è un film del 1951 diretto da Fred F. Sears.
È un western statunitense con Charles Starrett, Smiley Burnette, Sunny Vickers, Edgar Dearing e Peter M. Thompson. Fa parte della serie di film western della Columbia incentrati sul personaggio di Durango Kid.

## Produzione
Il film, diretto da Fred F. Sears su una sceneggiatura di Victor Arthur, fu prodotto da Colbert Clark per la Columbia Pictures e girato nell'Iverson Ranch a Chatsworth, Los Angeles, California, dal 10 al 18 agosto 1950.

## Distribuzione
Il film fu distribuito negli Stati Uniti dal 23 febbraio 1951 al cinema dalla Columbia Pictures. È stato distribuito anche in Brasile con il titolo Defensor dos Desamparados.